# Konstytucja Korei Północnej
Konstytucja Korei Północnej (kor. 조선민주주의인민공화국 사회주의헌법) – najwyższy akt prawny obowiązujący w Korei Północnej. W użyciu pozostaje wersja przyjęta w 2023 roku.
Poprzednich modyfikacji konstytucji dokonano w latach: 1948, 1972, 1992 i 1998 oraz w 2009. Wersja obowiązująca została przyjęta w kwietniu 2023 roku i stanowi podstawę dla działalności rządu i funkcji rządzącej w Korei partii – Partii Pracy Korei – w relacji do działań rządu. Konstytucja jest podzielona na 166 artykułów, rozdzielonych między trzy sekcje.
Konstytucja ustanawia oficjalną nazwę oraz ustrój socjalistyczny państwa. Art. 12 definiuje kraj jako „dyktaturę demokracji ludowej” pod przewodnictwem partii. Konstytucja zapewnia prawa obywatelskie i polityczne, tj. wolność słowa, prawo udziału w wyborach, prawo do sprawiedliwego procesu i wolność wyznania. Ponadto gwarantuje każdemu obywatelowi prawo do pracy, edukacji, jedzenia i opieki zdrowotnej. Jednakże art. 81 wymaga, aby każdy Koreańczyk „mocno ochraniał polityczną i ideologiczną jedność i solidarność narodu”, ponadto artykuł wymaga, aby obywatele przestrzegali „socjalistycznych standardów życia”.

## Poprawki w latach 2009 i 2012
Przyjęta w 2009 roku wersja konstytucji posiada sześć artykułów więcej niż wersja poprzednia z 1998 roku. Sekcja 2 Rozdziału VI „Przewodniczący i Narodowa Komisja Obrony” jest całkowicie nowa. W artykułach 29 i 40 (odpowiednio Ekonomia i Kultura) słowo „komunizm” zostało usunięte. Konstytucja ponownie została poprawiona w 2012 roku podczas 5. Sesji, 12. Zgromadzenia Narodowego. Dokonano zmian w preambule, które stwierdzają spuściznę Kim Dzong Ila w budowaniu narodu i Korei Północnej jako „państwa nuklearnego”, Sekcja 2 Rozdziału VI oraz kilka artykułów i klauzuli zostało poprawionych zgodnie z klauzulami artykułu 91 i 95.